# Betta lehi
Betta lehi är en fiskart som beskrevs av Tan och Ng 2005. Betta lehi ingår i släktet Betta och familjen Osphronemidae. Inga underarter finns listade.